# هاري هانكوك
هاري هانكوك (بالإنجليزية: Harry Hancock)‏ هو لاعب كرة قدم بريطاني (وحمل سابقاً جنسية المملكة المتحدة لبريطانيا العظمى وأيرلندا) في مركز الهجوم، ولد في 1874 في المملكة المتحدة، وتوفي في 1924. لعب مع أولدهام أثلتيك وستوكبورت كونتي ومانشستر سيتي ونادي بلاكبول ووست بروميتش ألبيون وBrierley Hill Alliance F.C. ‏.